# Air Canada Centre
Air Canada Centre (ACC) je višenamjenska arena u Torontu, Kanada.
Dom je NHL timu Toronto Maple Leafs i NBA timu Toronto Raptors. U vlasništvu je poduzeća Maple Leaf Sports & Entertainment Ltd. koje je i vlasnik hokejaškog tima.
Dvorana ima 19.800 mjesta za košarkašku utakmicu i koncerte i 18.819 mjesta za hokejašku utakmicu.
U areni se održavaju i hrvačka natjecanja, te koncerti. 
Neki od poznatih imena koji su nastupali u ACC areni su: Aerosmith, Bon Jovi, David Bowie, Mariah Carey, Coldplay, U2, Justin Timberlake, Usher, Paul McCartney, Madonna, The Rolling Stones, Britney Spears i Oasis.

## Vanjske poveznice
- Air Canada Centre